# Kuba i olympiska sommarspelen 2016
Kuba deltog med två deltagare vid de olympiska sommarspelen 2016 i Rio de Janeiro. Totalt tog truppen elva medaljer varav fem guld.

## Medaljörer
| Medalj | Namn                | Sport     | Gren                                   | Datum           |
| ------ | ------------------- | --------- | -------------------------------------- | --------------- |
| Guld   | Ismael Borrero      | Brottning | Herrarnas grekisk-romersk stil, 59 kg  | 14 augusti 2016 |
| Guld   | Mijaín López        | Brottning | Herrarnas grekisk-romersk stil, 130 kg | 15 augusti 2016 |
| Guld   | Julio César La Cruz | Boxning   | Herrarnas lätt tungvikt                | 18 augusti 2016 |
| Guld   | Robeisy Ramírez     | Boxning   | Herrarnas bantamvikt                   | 20 augusti 2016 |
| Guld   | Arlen López         | Boxning   | Herrarnas mellanvikt                   | 20 augusti 2016 |
| Silver | Idalys Ortiz        | Judo      | Damernas +78 kg                        | 12 augusti 2016 |
| Silver | Yasmany Lugo        | Brottning | Herrarnas grekisk-romersk stil, 98 kg  | 16 augusti 2016 |
| Brons  | Joahnys Argilagos   | Boxning   | Herrarnas lätt flugvikt                | 12 augusti 2016 |
| Brons  | Erislandy Savón     | Boxning   | Herrarnas tungvikt                     | 13 augusti 2016 |
| Brons  | Lázaro Álvarez      | Boxning   | Herrarnas lättvikt                     | 14 augusti 2016 |
| Brons  | Denia Caballero     | Friidrott | Damernas diskuskastning                | 16 augusti 2016 |

## Badminton
| Spelare         | Gren       | Grupp                           | Grupp                      | Grupp     | Eliminering       | Kvartsfinal       | Semifinal         | Final / BM        | Final / BM       |
| Spelare         | Gren       | Motståndare Poäng               | Motståndare Poäng          | Placering | Motståndare Poäng | Motståndare Poäng | Motståndare Poäng | Motståndare Poäng | Placering        |
| --------------- | ---------- | ------------------------------- | -------------------------- | --------- | ----------------- | ----------------- | ----------------- | ----------------- | ---------------- |
| Osleni Guerrero | Herrsingel | Sugiarto (INA) L (12–21, 14–21) | Shu (USA) W (21–16, 21–15) | 2         | Gick inte vidare  | Gick inte vidare  | Gick inte vidare  | Gick inte vidare  | Gick inte vidare |

## Bordtennis
| Spelare      | Gren       | Inledande omgång     | Omgång 1              | Omgång 2             | Omgång 3             | Åttondelsfinal       | Kvartsfinal          | Semifinal            | Final / BM           | Final / BM       |
| Spelare      | Gren       | Motståndare Resultat | Motståndare Resultat  | Motståndare Resultat | Motståndare Resultat | Motståndare Resultat | Motståndare Resultat | Motståndare Resultat | Motståndare Resultat | Placering        |
| ------------ | ---------- | -------------------- | --------------------- | -------------------- | -------------------- | -------------------- | -------------------- | -------------------- | -------------------- | ---------------- |
| Jorge Campos | Herrsingel | Bye                  | Wang (CAN) L 2–4      | Gick inte vidare     | Gick inte vidare     | Gick inte vidare     | Gick inte vidare     | Gick inte vidare     | Gick inte vidare     | Gick inte vidare |
| Andy Pereira | Herrsingel | Bye                  | Calderano (BRA) L 0–4 | Gick inte vidare     | Gick inte vidare     | Gick inte vidare     | Gick inte vidare     | Gick inte vidare     | Gick inte vidare     | Gick inte vidare |

## Boxning
Herrar
| Boxare              | Gren            | Omgång 1             | Omgång 2              | Kvartsfinal           | Semifinal                | Final                    | Final            |
| Boxare              | Gren            | Motståndare Resultat | Motståndare Resultat  | Motståndare Resultat  | Motståndare Resultat     | Motståndare Resultat     | Placering        |
| ------------------- | --------------- | -------------------- | --------------------- | --------------------- | ------------------------ | ------------------------ | ---------------- |
| Joahnys Argilagos   | Lätt flugvikt   | Bye                  | Yafai (GBR) W 2–1     | Warui (KEN) W 3–0     | Martinez (COL) L 1–2     | Gick inte vidare         | 3                |
| Yosvany Veitía      | Flugvikt        | Bye                  | Kharroubi (MAR) W 3–0 | Hu Jg (CHN) L 1–2     | Gick inte vidare         | Gick inte vidare         | Gick inte vidare |
| Robeisy Ramírez     | Bantamvikt      | Thapa (IND) W 3–0    | Hamout (MAR) W 2–1    | Zhang Jw (CHN) W 3–0  | Achmadaliev (UZB) W 3–0  | Stevenson (USA) W 2–1    | 1                |
| Lázaro Álvarez      | Lättvikt        | Bye                  | Tommasone (ITA) W 3–0 | Balderas (USA) W 3–0  | Conceição (BRA) L 0–3    | Gick inte vidare         | 3                |
| Yasniel Toledo      | Lätt weltervikt | Bye                  | McCormack (GBR) W 2–1 | Sotomajor (AZE) L 0–3 | Gick inte vidare         | Gick inte vidare         | Gick inte vidare |
| Roniel Iglesias     | Weltervikt      | Bye                  | Margaryan (ARM) W TKO | Gijasov (UZB) L 0–3   | Gick inte vidare         | Gick inte vidare         | Gick inte vidare |
| Arlen López         | Mellanvikt      | Bye                  | Harcsa (HUN) W TKO    | Assomo (FRA) W 3–0    | Sjachsuvarlj (AZE) W 3–0 | Melikuziev (UZB) W 3–0   | 1                |
| Julio César La Cruz | Lätt tungvikt   | Bye                  | Ünal (TUR) W 3–0      | Borges (BRA) W 3–0    | Bauderlique (FRA) W 3–0  | Nijazjmbetov (KAZ) W 3–0 | 1                |
| Erislandy Savón     | Tungvikt        | Bye                  | Okolie (GBR) W 3–0    | Peralta (ARG) W 3–0   | Levit (KAZ) L 0–3        | Gick inte vidare         | 3                |
| Lenier Pero         | Supertungvikt   | Bye                  | Vianello (ITA) W 3–0  | Hrgović (CRO) L TKO   | Gick inte vidare         | Gick inte vidare         | Gick inte vidare |

## Brottning
Förkortningar:
- VT – Vinst genom fall.
- PP – Beslut efter poäng – förloraren fick tekniska poäng.
- PO – Beslut efter poäng – förloraren fick inte tekniska poäng.
- ST – Teknisk överlägsenhet – förloraren utan tekniska poäng och en marginal med minst 8 (grekisk-romersk stil) eller 10 (fristil) poäng.

Herrar, grekisk-romersk stil
| Brottare            | Gren                 | Kvalomgång              | Omgång 1               | Kvartsfinal            | Semifinal                 | Återkval 1           | Återkval 2           | Final / BM                | Final / BM |
| Brottare            | Gren                 | Motståndare Resultat    | Motståndare Resultat   | Motståndare Resultat   | Motståndare Resultat      | Motståndare Resultat | Motståndare Resultat | Motståndare Resultat      | Placering  |
| ------------------- | -------------------- | ----------------------- | ---------------------- | ---------------------- | ------------------------- | -------------------- | -------------------- | ------------------------- | ---------- |
| Ismael Borrero      | Bantamvikt -59kg     | Bye                     | Eraliev (KGZ) W 3–1 PP | Wang Lm (CHN) W 4–0 ST | Tasmuradov (UZB) W 3–1 PP | Bye                  | Bye                  | Ota (JPN) W 4–0 ST        | 1          |
| Miguel Martínez     | Lättvikt -66kg       | Tjunajev (AZE) L 1–3 PP | Gick inte vidare       | Gick inte vidare       | Gick inte vidare          | Gick inte vidare     | Gick inte vidare     | Gick inte vidare          | 12         |
| Yurisandy Hernández | Weltervikt -75kg     | Bye                     | Bisek (USA) L 0–3 PO   | Gick inte vidare       | Gick inte vidare          | Gick inte vidare     | Gick inte vidare     | Gick inte vidare          | 17         |
| Yasmany Lugo        | Tungvikt -98kg       | Bye                     | Xiao D (CHN) W 3–0 PO  | Rezaei (IRI) W 3–0 PO  | Schön (SWE) W 3–0 PO      | Bye                  | Bye                  | Aleksanjan (ARM) L 0–3 PO | 2          |
| Mijaín López        | Supertungvikt -130kg | Bye                     | Nabi (EST) W 3–0 PO    | Eurén (SWE) W 3–0 PO   | Semenov (RUS) W 3–0 PO    | Bye                  | Bye                  | Kayaalp (TUR) W 3–0 PO    | 1          |

Herrar, fristil
| Brottare         | Gren                | Kvalomgång               | Omgång 1                  | Kvartsfinal            | Semifinal            | Återkval 1            | Återkval 2              | Final / BM            | Final / BM |
| Brottare         | Gren                | Motståndare Resultat     | Motståndare Resultat      | Motståndare Resultat   | Motståndare Resultat | Motståndare Resultat  | Motståndare Resultat    | Motståndare Resultat  | Placering  |
| ---------------- | ------------------- | ------------------------ | ------------------------- | ---------------------- | -------------------- | --------------------- | ----------------------- | --------------------- | ---------- |
| Yowlys Bonne     | Fjädervikt -57kg    | Rachmonov (UZB) W 4–0 ST | Diatta (SEN) W 3–1 PP     | Higuchi (JPN) L 1–3 PP | Gick inte vidare     | Bye                   | Yang K-i (PRK) W 4–1 SP | Rahimi (IRI) L 0–5 VT | 5          |
| Alejandro Valdés | Weltervikt -65kg    | Kaya (TUR) W 5–0 VT      | Ramonov (RUS) L 1–3 PP    | Gick inte vidare       | Gick inte vidare     | Garcia (CAN) L 1–3 PP | Gick inte vidare        | Gick inte vidare      | 7          |
| Liván López      | Mellanvikt -74kg    | Friev (ESP) W 3–1 PP     | Usserbajev (KAZ) L 1–3 PP | Gick inte vidare       | Gick inte vidare     | Gick inte vidare      | Gick inte vidare        | Gick inte vidare      | 10         |
| Reineris Salas   | Lätt tungvikt -86kg | Bye                      | Kim G-u (KOR) W 3–1 PP    | Yaşar (TUR) L 1–3 PP   | Gick inte vidare     | Bye                   | Espinal (PUR) W 3–1 PP  | Cox (USA) L 0–5 VA    | 5          |
| Javier Cortina   | Tungvikt -97kg      | Bye                      | Snyder (USA) L 1–3 PP     | Gick inte vidare       | Gick inte vidare     | Bye                   | Saritov (ROU) L 1–3 PP  | Gick inte vidare      | 10         |

## Bågskytte
| Bågskytt       | Gren                           | Rankningsomgång | Rankningsomgång | Omgång 1             | Omgång 2          | Omgång 3          | Kvartsfinal       | Semifinal         | Final / BM        | Final / BM       |
| Bågskytt       | Gren                           | Poäng           | Seed            | Motståndare Poäng    | Motståndare Poäng | Motståndare Poäng | Motståndare Poäng | Motståndare Poäng | Motståndare Poäng | Placering        |
| -------------- | ------------------------------ | --------------- | --------------- | -------------------- | ----------------- | ----------------- | ----------------- | ----------------- | ----------------- | ---------------- |
| Adrián Puentes | Herrarnas individuella tävling | 656             | 37              | Boardman (MEX) W 6–4 | Das (IND) L 4–6   | Gick inte vidare  | Gick inte vidare  | Gick inte vidare  | Gick inte vidare  | Gick inte vidare |

## Cykling

### Landsväg
| Idrottare      | Gren               | Tid     | Placering |
| -------------- | ------------------ | ------- | --------- |
| Arlenis Sierra | Damernas linjelopp | 3:58:03 | 28        |

### Bana
Förföljelse
| Lisandra Guerra | Damernas lagförföljelse | 11,171 64,452 | 20 | Gick inte vidare | Gick inte vidare | Gick inte vidare | Gick inte vidare | Gick inte vidare | Gick inte vidare | Gick inte vidare | Gick inte vidare |

Keirin
| Cyklist         | Gren            | 1:a omgången | Återkval  | 2:a omgången     | Final            |
| Cyklist         | Gren            | Placering    | Placering | Placering        | Placering        |
| --------------- | --------------- | ------------ | --------- | ---------------- | ---------------- |
| Lisandra Guerra | Damernas keirin | 3 R          | 3         | Gick inte vidare | Gick inte vidare |

Omnium
| Cyklist        | Gren             | Scratch-lopp | Scratch-lopp | Individuell förföljelse | Individuell förföljelse | Individuell förföljelse | Utslagslopp | Utslagslopp | Tempolopp | Tempolopp | Tempolopp | Flygande varv | Flygande varv | Flygande varv | Poänglopp | Poänglopp | Totalpoäng | Placering |
| Cyklist        | Gren             | Placering    | Poäng        | Tid                     | Placering               | Poäng                   | Placering   | Poäng       | Tid       | Placering | Poäng     | Tid           | Placering     | Poäng         | Poäng     | Placering | Totalpoäng | Placering |
| -------------- | ---------------- | ------------ | ------------ | ----------------------- | ----------------------- | ----------------------- | ----------- | ----------- | --------- | --------- | --------- | ------------- | ------------- | ------------- | --------- | --------- | ---------- | --------- |
| Marlies Mejias | Herrarnas omnium | 12           | 18           | 3:34,034                | 8                       | 26                      | 18          | 6           | 35,655    | 8         | 26        | 14,441        | 9             | 24            | 73        | 3         | 173        | 7         |

## Friidrott
Förkortningar
- Notera– Placeringar avser endast det specifika heatet.
- Q = Tog sig vidare till nästa omgång
- q = Tog sig vidare till nästa omgång som den snabbaste förloraren eller, i fältgrenarna, genom placering utan att nå kvalgränsen
- NR = Nationellt rekord
- N/A = Omgången fanns inte i grenen
- Bye = Idrottaren behövde inte tävla i omgången

Herrar
Bana och väg
| Idrottare                                                                                       | Gren                          | Heat     | Heat      | Semifinal        | Semifinal        | Final            | Final            |
| Idrottare                                                                                       | Gren                          | Resultat | Placering | Resultat         | Placering        | Resultat         | Placering        |
| ----------------------------------------------------------------------------------------------- | ----------------------------- | -------- | --------- | ---------------- | ---------------- | ---------------- | ---------------- |
| José Luis Gaspar                                                                                | Herrarnas 400 meter häck      | 50,58    | 7         | Gick inte vidare | Gick inte vidare | Gick inte vidare | Gick inte vidare |
| Yoandys Lescay                                                                                  | Herrarnas 400 meter           | 45,36    | 3 Q       | 45,00            | 6                | Gick inte vidare | Gick inte vidare |
| Reynier Mena                                                                                    | Herrarnas 200 meter           | 20,42    | 4         | Gick inte vidare | Gick inte vidare | Gick inte vidare | Gick inte vidare |
| Yordan O'Farrill                                                                                | Herrarnas 110 meter häck      | 13,56    | 4 Q       | 13,70            | 7                | Gick inte vidare | Gick inte vidare |
| Richer Pérez                                                                                    | Herrarnas maraton             | i.u.     | i.u.      | i.u.             | i.u.             | 2:18:05          | 46               |
| Jhoanis Portilla                                                                                | Herrarnas 110 meter häck      | DSQ      | DSQ       | Gick inte vidare | Gick inte vidare | Gick inte vidare | Gick inte vidare |
| Dayron Robles                                                                                   | Herrarnas 110 meter häck      | DNS      | DNS       | Gick inte vidare | Gick inte vidare | Gick inte vidare | Gick inte vidare |
| Roberto Skyers                                                                                  | Herrarnas 200 meter           | 20,44    | 2 Q       | 20,60            | 8                | Gick inte vidare | Gick inte vidare |
| Edel Amores Yaniel Carrero Reynier Mena Reidis Ramos César Yuniel Ruiz Roberto Skyers           | Herrarnas 4x100 meter stafett | 38,47    | 7         | i.u.             | i.u.             | Gick inte vidare | Gick inte vidare |
| Adrián Chacón William Collazo José Luis Gaspar Yoandys Lescay Osmaidel Pellicier Leandro Zamora | Herrarnas 4x400 meter stafett | 3:00,16  | 3 Q       | i.u.             | i.u.             | 2:59,53          | 6                |

Fältgrenar
| Idrottare            | Gren                     | Kval    | Kval      | Final            | Final            |
| Idrottare            | Gren                     | Distans | Placering | Distans          | Placering        |
| -------------------- | ------------------------ | ------- | --------- | ---------------- | ---------------- |
| Jorge Fernández      | Herrarnas diskuskastning | 60,43   | 22        | Gick inte vidare | Gick inte vidare |
| Roberto Janet        | Herrarnas släggkastning  | 73,23   | 14        | Gick inte vidare | Gick inte vidare |
| Lázaro Martínez      | Herrarnas tresteg        | 16,61   | 12 q      | 16,68            | 8                |
| Maykel Massó         | Herrarnas längdhopp      | 7,81    | 15        | Gick inte vidare | Gick inte vidare |
| Pedro Pablo Pichardo | Herrarnas tresteg        | DNS     | DNS       | Gick inte vidare | Gick inte vidare |
| Ernesto Revé         | Herrarnas tresteg        | 16,58   | 14        | Gick inte vidare | Gick inte vidare |

Kombinerade grenar – Herrarnas tiokamp
| Friidrottare    | Gren     | 100 m | LH   | KS    | HH   | 400 m | 110H  | DK    | SH   | SK    | 1500 m  | Final | Placering |
| --------------- | -------- | ----- | ---- | ----- | ---- | ----- | ----- | ----- | ---- | ----- | ------- | ----- | --------- |
| Yordanis García | Resultat | 10,81 | 6,83 | 14,58 | 2,01 | 48,69 | 14,25 | 40,34 | 4,50 | 64,70 | 4:44,99 | 7961  | 18        |
| Yordanis García | Poäng    | 903   | 774  | 764   | 813  | 876   | 942   | 671   | 760  | 809   | 649     | 7961  | 18        |
| Leonel Suárez   | Resultat | 11,21 | 7,14 | 14,27 | 2,07 | 48,15 | 14,48 | 47,07 | 4,90 | 72,32 | 4:28,32 | 8460  | 6         |
| Leonel Suárez   | Poäng    | 814   | 847  | 745   | 868  | 902   | 913   | 810   | 880  | 925   | 756     | 8460  | 6         |

Damer
Bana och väg
| Idrottare                                                                                | Gren                         | Heat     | Heat      | Semifinal        | Semifinal        | Final            | Final            |
| Idrottare                                                                                | Gren                         | Resultat | Placering | Resultat         | Placering        | Resultat         | Placering        |
| ---------------------------------------------------------------------------------------- | ---------------------------- | -------- | --------- | ---------------- | ---------------- | ---------------- | ---------------- |
| Rose Mary Almanza                                                                        | Damernas 800 meter           | 2:00,50  | 3         | Gick inte vidare | Gick inte vidare | Gick inte vidare | Gick inte vidare |
| Dailín Belmonte                                                                          | Damernas maraton             | i.u.     | i.u.      | i.u.             | i.u.             | 2:48:58          | 102              |
| Sahily Diago                                                                             | Damernas 800 meter           | 2:01,38  | 3         | Gick inte vidare | Gick inte vidare | Gick inte vidare | Gick inte vidare |
| Arialis Gandulla                                                                         | Damernas 200 meter           | 23,41    | 6         | Gick inte vidare | Gick inte vidare | Gick inte vidare | Gick inte vidare |
| Zurian Hechavarría                                                                       | Damernas 400 meter häck      | 57,28    | 7         | Gick inte vidare | Gick inte vidare | Gick inte vidare | Gick inte vidare |
| Lisneidy Veitia                                                                          | Damernas 800 meter           | 2:02,10  | 4         | Gick inte vidare | Gick inte vidare | Gick inte vidare | Gick inte vidare |
| Daisurami Bonne Gilda Casanova Evelyn Cipriano Sahily Diago Roxana Gomez Lisneidy Veitia | Damernas 4x400 meter stafett | 3:30,11  | 8         | i.u.             | i.u.             | Gick inte vidare | Gick inte vidare |

Fältgrenar
| Idrottare        | Gren                    | Kval    | Kval      | Final            | Final            |
| Idrottare        | Gren                    | Distans | Placering | Distans          | Placering        |
| ---------------- | ----------------------- | ------- | --------- | ---------------- | ---------------- |
| Yulenmis Aguilar | Damernas spjutkastning  | 54,94   | 29        | Gick inte vidare | Gick inte vidare |
| Denia Caballero  | Damernas diskuskastning | 62,94   | 6 Q       | 65,34            | 3                |
| Yirisleydi Ford  | Damernas släggkastning  | 10,91   | 32        | Gick inte vidare | Gick inte vidare |
| Yaniuvis López   | Damernas kulstötning    | 17,15   | 22        | Gick inte vidare | Gick inte vidare |
| Yaimé Pérez      | Damernas diskuskastning | 65,38   | 1 Q       | NM               | —                |
| Liadagmis Povea  | Damernas tresteg        | 13,78   | 25        | Gick inte vidare | Gick inte vidare |
| Yarisley Silva   | Damernas stavhopp       | 4,60    | 5 q       | 4,60             | =7               |
| Saily Viart      | Damernas kulstötning    | 16,99   | 26        | Gick inte vidare | Gick inte vidare |

Kombinerade grenar – Damernas sjukamp
| Idrottare          | Gren     | 100H  | HH   | KS    | 200 m | LH   | SK    | 800 m   | Final | Placering |
| ------------------ | -------- | ----- | ---- | ----- | ----- | ---- | ----- | ------- | ----- | --------- |
| Yorgelis Rodríguez | Resultat | 13,61 | 1,86 | 13,69 | 24,26 | 6,25 | 48,89 | 2:14,65 | 6481  | 9         |
| Yorgelis Rodríguez | Poäng    | 1034  | 1054 | 773   | 956   | 927  | 835   | 898     | 6481  | 9         |

## Fäktning
| Idrottare       | Gren            | Omgång 2             | Omgång 2          | Kvartsfinal       | Semifinal         | Final / BM        | Final / BM       |
| Idrottare       | Gren            | Motståndare Poäng    | Motståndare Poäng | Motståndare Poäng | Motståndare Poäng | Motståndare Poäng | Placering        |
| --------------- | --------------- | -------------------- | ----------------- | ----------------- | ----------------- | ----------------- | ---------------- |
| Yoendry Iriarte | Herrarnas sabel | Kim J-h (KOR) L 7–15 | Gick inte vidare  | Gick inte vidare  | Gick inte vidare  | Gick inte vidare  | Gick inte vidare |

## Gymnastik

### Artistisk
Herrar
| Gymnast          | Gren                 | Kval    | Kval    | Kval    | Kval    | Kval    | Kval    | Kval   | Kval      | Final            | Final            | Final            | Final            | Final            | Final            | Final            | Final            |
| Gymnast          | Gren                 | Redskap | Redskap | Redskap | Redskap | Redskap | Redskap | Totalt | Placering | Redskap          | Redskap          | Redskap          | Redskap          | Redskap          | Redskap          | Totalt           | Placerint        |
| Gymnast          | Gren                 | F       | PH      | R       | V       | PB      | HB      | Totalt | Placering | F                | PH               | R                | V                | PB               | HB               | Totalt           | Placerint        |
| ---------------- | -------------------- | ------- | ------- | ------- | ------- | ------- | ------- | ------ | --------- | ---------------- | ---------------- | ---------------- | ---------------- | ---------------- | ---------------- | ---------------- | ---------------- |
| Manrique Larduet | Individuell mångkamp | 15,200  | 13,866  | 15,100  | 11,766  | 15,766  | 15,116  | 86,814 | 15 Q      | 0,000            | 0,000            | 15,133           | 14,000           | 0,000            | 0,000            | 29,133           | 24               |
| Manrique Larduet | Barr                 | i.u.    | i.u.    | i.u.    | i.u.    | 15,766  | i.u.    | 15,766 | 4 Q       | i.u.             | i.u.             | i.u.             | i.u.             | 15,625           | i.u.             | 15,625           | 5                |
| Manrique Larduet | Räck                 | i.u.    | i.u.    | i.u.    | i.u.    | i.u.    | 15,116  | 15,116 | 8 Q       | i.u.             | i.u.             | i.u.             | i.u.             | i.u.             | 15,033           | 15,033           | 6                |
| Randy Lerú       | Individuell mångkamp | 13,000  | 11,966  | 13,400  | 14,166  | 15,000  | 14,866  | 82,398 | 43        | Gick inte vidare | Gick inte vidare | Gick inte vidare | Gick inte vidare | Gick inte vidare | Gick inte vidare | Gick inte vidare | Gick inte vidare |

Damer
| Gymnast        | Gren       | Kval    | Kval    | Kval    | Kval    | Kval   | Kval      | Final            | Final            | Final            | Final            | Final            | Final            |
| Gymnast        | Gren       | Redskap | Redskap | Redskap | Redskap | Totalt | Placering | Redskap          | Redskap          | Redskap          | Redskap          | Totalt           | Placering        |
| Gymnast        | Gren       | V       | UB      | BB      | F       | Totalt | Placering | V                | UB               | BB               | F                | Totalt           | Placering        |
| -------------- | ---------- | ------- | ------- | ------- | ------- | ------ | --------- | ---------------- | ---------------- | ---------------- | ---------------- | ---------------- | ---------------- |
| Marcia Videaux | Fristående | i.u.    | i.u.    | i.u.    | 13,066  | 13,066 | 58        | Gick inte vidare | Gick inte vidare | Gick inte vidare | Gick inte vidare | Gick inte vidare | Gick inte vidare |

## Judo
Herrar
| Idrottare           | Gren                            | Omgång 1               | Omgång 2                        | Kvartsfinaler                | Semifinaler              | Återkval             | Final / BM                   | Final / BM               |                   |
| Idrottare           | Gren                            | Motståndare Resultat   | Motståndare Resultat            | Motståndare Resultat         | Motståndare Resultat     | Motståndare Resultat | Motståndare Resultat         | Placering                |                   |
| ------------------- | ------------------------------- | ---------------------- | ------------------------------- | ---------------------------- | ------------------------ | -------------------- | ---------------------------- | ------------------------ | ----------------- |
| Magdiel Estrada     | Herrarnas lättvikt −73kg        | Ježek (CZE) W 010–002  | Sjavdatuasjvili (GEO) L 000–100 | 5Gick inte vidare            | 5Gick inte vidare        | 5Gick inte vidare    | 5Gick inte vidare            | 5Gick inte vidare        | 5Gick inte vidare |
| Iván Felipe Silva   | Herrarnas halv mellanvikt −81kg | Bye                    | Ttjrikisjvili (GEO) L 000–001   | Gick inte vidare             | Gick inte vidare         | Gick inte vidare     | Gick inte vidare             | Gick inte vidare         | Gick inte vidare  |
| Asley González      | Herrarnas mellanvikt −90kg      | Michel (BOL) W 110–000 | Nhabali (UKR) W 101–000         | Lkhagvasüren (MGL) L 000–100 | Gick inte vidare         | Gick inte vidare     | Gick inte vidare             | Gick inte vidare         | Gick inte vidare  |
| José Armenteros     | Herrarnas halv tungvikt −100kg  | Bye                    | Naidangiin (MGL) W 001–000      | Darwish (EGY) L 000–001      | Gick inte vidare         | Gick inte vidare     | Gick inte vidare             | Gick inte vidare         | Gick inte vidare  |
| Alex García Mendoza | Herrarnas tungvikt +100kg       | i.u.                   | Abdurachmonov (TJK) W 100–000   | Bor (HUN) W 000–000 S        | Harasawa (JPN) L 000–100 | Gick inte vidare     | Krakovetskii (KGZ) W 100–000 | Sasson (ISR) L 000–000 S | 5                 |

Damer
| Idrottare         | Gren                           | Omgång 1                     | Omgång 2                  | Kvartsfinaler             | Semifinaler               | Återkval             | Final / BM                 | Final / BM       |
| Idrottare         | Gren                           | Motståndare Resultat         | Motståndare Resultat      | Motståndare Resultat      | Motståndare Resultat      | Motståndare Resultat | Motståndare Resultat       | Placering        |
| ----------------- | ------------------------------ | ---------------------------- | ------------------------- | ------------------------- | ------------------------- | -------------------- | -------------------------- | ---------------- |
| Dayaris Mestre    | Damernas extra lättvikt −48kg  | Ratiarison (MAD) W 000–000 S | Figueroa (ESP) W 001–000  | Menezes (BRA) W 000–000 S | Jeong B-k (KOR) L 000–100 | Bye                  | Galbadrach (KAZ) L 000–100 | 5                |
| Maricet Espinosa  | Damernas halv mellanvikt −63kg | Khatri (NEP) W 011–000       | Gerbi (ISR) L 001–100     | Gick inte vidare          | Gick inte vidare          | Gick inte vidare     | Gick inte vidare           | Gick inte vidare |
| Yalennis Castillo | Damernas halv tungvikt −78kg   | Bye                          | Verkerk (NED) W 000–000 S | Velenšek (SLO) L 000–100  | Bye                       | Joó (HUN) W 001–000  | Aguiar (BRA) L 000–001     | 5                |
| Idalys Ortiz      | Damernas tungvikt +78kg        | Bye                          | Tjibisova (RUS) W 100–000 | Kim M-j (KOR) W 101–000   | Yamabe (JPN) 0W 001–000   | Bye                  | Andéol (FRA) L 000–100     | 2                |

## Kanotsport

### Sprint
| Kanotist                    | Gren                 | Heat     | Heat      | Semifinaler      | Semifinaler      | Final            | Final            |
| Kanotist                    | Gren                 | Tid      | Placering | Tid              | Placering        | Tid              | Placering        |
| --------------------------- | -------------------- | -------- | --------- | ---------------- | ---------------- | ---------------- | ---------------- |
| Fidel Antonio Vargas        | Herrarnas K-1 200 m  | 35,561   | 6         | Gick inte vidare | Gick inte vidare | Gick inte vidare | Gick inte vidare |
| Jorge Dayán Serguey Torres  | Herrarnas C-2 1000 m | 3:34,939 | 2 Q       | 3:40,192         | 1 FA             | 3:48,133         | 6                |
| Jorge García Reinier Torres | Herrarnas K-2 1000 m | 3:25,711 | 5 Q       | 3:23,466         | 5 FB             | 3:18,768         | 9                |
| Yusmari Mengana             | Damernas K-1 200 m   | 41,701   | 1 Q       | 41,688           | 6 FB             | 42,036           | 12               |
| Yusmari Mengana             | Damernas K-1 500 m   | 2:02,162 | 6         | Gick inte vidare | Gick inte vidare | Gick inte vidare | Gick inte vidare |

## Modern femkamp
| Idrottare     | Gren                 | Fäktning (värja en stöt) | Fäktning (värja en stöt) | Fäktning (värja en stöt) | Fäktning (värja en stöt) | Simning (200 m frisim) | Simning (200 m frisim) | Simning (200 m frisim) | Ridning (hoppning) | Ridning (hoppning) | Ridning (hoppning) | Kombinerat: skytte/löpning (10 m luftpistol)/(3200 m) | Kombinerat: skytte/löpning (10 m luftpistol)/(3200 m) | Kombinerat: skytte/löpning (10 m luftpistol)/(3200 m) | Totalpoäng | Slutlig placering |
| Idrottare     | Gren                 | RR                       | BR                       | Placering                | Poäng                    | Tid                    | Placering              | Poäng                  | Straff             | Placering          | Poäng              | Tid                                                   | Placering                                             | Poäng                                                 | Totalpoäng | Slutlig placering |
| ------------- | -------------------- | ------------------------ | ------------------------ | ------------------------ | ------------------------ | ---------------------- | ---------------------- | ---------------------- | ------------------ | ------------------ | ------------------ | ----------------------------------------------------- | ----------------------------------------------------- | ----------------------------------------------------- | ---------- | ----------------- |
| José Figueroa | Herrar, individuellt | 9–26                     | 2                        | 34                       | 156                      | 2:15,39                | 36                     | 294                    | 67                 | 32                 | 233                | 12:49,13                                              | 36                                                    | 531                                                   | 1214       | 32                |
| Leydi Moya    | Damer, individuellt  | 14–21                    | 0                        | 29                       | 184                      | 2:15,75                | 13                     | 293                    | EL                 | =31                | 0                  | 13:11,07                                              | 27                                                    | 509                                                   | 986        | 34                |

## Rodd
Herrar
| Roddare                          | Gren                              | Heat    | Heat      | Återkval | Återkval  | Kvartsfinal | Kvartsfinal | Semifinal        | Semifinal        | Final            | Final            |
| Roddare                          | Gren                              | Tid     | Placering | Tid      | Placering | Tid         | Placering   | Tid              | Placering        | Tid              | Placering        |
| -------------------------------- | --------------------------------- | ------- | --------- | -------- | --------- | ----------- | ----------- | ---------------- | ---------------- | ---------------- | ---------------- |
| Ángel Fournier                   | Herrarnas singelsculler           | 7:06,89 | 1 QF      | Bye      | Bye       | 6:51,89     | 1 SA/B      | 7:02,65          | 3 FA             | 6:55,90          | 6                |
| Adrián Oquendo Eduardo Rubio     | Herrarnas dubbelsculler           | 6:52,20 | 5 R       | 6:21,52  | 4         | i.u.        | i.u.        | Gick inte vidare | Gick inte vidare | Gick inte vidare | Gick inte vidare |
| Liosbel Hernández Raúl Hernández | Herrarnas lättvikts-dubbelsculler | 6:39,79 | 4 R       | 7:07,17  | 3 SC/D    | i.u.        | i.u.        | 7:30,13          | 2 FC             | 6:47,80          | 18               |

Damer
| Roddare                           | Gren                             | Heat    | Heat      | Återkval | Återkval  | Semifinal | Semifinal | Final   | Final     |
| Roddare                           | Gren                             | Tid     | Placering | Tid      | Placering | Tid       | Placering | Tid     | Placering |
| --------------------------------- | -------------------------------- | ------- | --------- | -------- | --------- | --------- | --------- | ------- | --------- |
| Licet Hernández Yislena Hernández | Damernas lättvikts-dubbelsculler | 7:26,43 | 4 R       | 8:22,05  | 5 SC/D    | 8:27,44   | 4 FD      | 7:50,21 | 19        |

## Simning
| Simmare          | Gren                   | Heat    | Heat      | Semifinal        | Semifinal        | Final            | Final            |
| Simmare          | Gren                   | Tid     | Placering | Tid              | Placering        | Tid              | Placering        |
| ---------------- | ---------------------- | ------- | --------- | ---------------- | ---------------- | ---------------- | ---------------- |
| Luis Vega Torres | Herrarnas 400 m medley | 4.27,27 | 26        | i.u.             | i.u.             | Gick inte vidare | Gick inte vidare |
| Elisbet Gámez    | Damernas 200 m frisim  | 2.01,08 | 36        | Gick inte vidare | Gick inte vidare | Gick inte vidare | Gick inte vidare |

## Taekwondo
| Idrottare   | Gren             | Åttondelsfinaler      | Kvartsfinaler          | Semifinaer           | Återkval             | Final                | Final            |
| Idrottare   | Gren             | Motståndare Resultat  | Motståndare Resultat   | Motståndare Resultat | Motståndare Resultat | Motståndare Resultat | Placering        |
| ----------- | ---------------- | --------------------- | ---------------------- | -------------------- | -------------------- | -------------------- | ---------------- |
| Rafael Alba | Herrarnas +80 kg | Trabelsi (TUN) W 13–4 | Sjokin (UZB) L 1–1 SUP | Gick inte vidare     | Gick inte vidare     | Gick inte vidare     | Gick inte vidare |